# BV Van Zijderveld
Der BV Van Zijderveld ist niederländischer Badmintonverein aus Amstelveen. Der Klub spielt in der Eredivisie, der höchsten Liga in den Niederlanden.

## Geschichte
Der BV Van Zijderveld wurde 1971 unter anderem von Maus Hulisélan und Rob van Zijderveld gegründet. In der Saison 1998/99 und 2000/01 wurde der Verein niederländischer Mannschaftsmeister. 1998 gewann man den NBB Cup. Ein Jahr später verlor man im Europapokalfinale gegen BC Eintracht Südring Berlin.

## Bekannte Spieler
| - Norbert van Barneveld - Samantha Barning - Brenda Beenhakker - Melissa van den Broek - Linda Chen - Tijs Creemers - Quinten van Dalm - Jordy Halapiry - Jordy Hilbink - Jamie van Hooijdonk - Dave Khodabux - Robert Kwee - Youri Lapré - Dennis Lens - Rune Massing | - Lester Oey - Sanna van Onselder - Tosca Otten - Eric Pang - Selena Piek - Michèlle Prins - Jorrit de Ruiter - Georgy van Soerland - Joris van Soerland - Iris Tabeling - Maartje Verheul - Josephine Wentholt - Yik-Man Wong - Jürgen Wouters |